# Sami Kooheji
Sami Kooheji (arab. ‏سامي كوهجي‎, ur. 28 marca 1984) – bahrajński żeglarz sportowy, uczestnik igrzysk olimpijskich.
Kooheji reprezentował Bahrajn podczas igrzysk olimpijskich 2004 odbywających się w Atenach. W klasie Laser zajął ostatnie, 42. miejsce w klasyfikacji końcowej.